# Karlstorp, Strängnäs kommun
Karlstorp är en bebyggelse i Åkers socken i sydöstra delen av Strängnäs kommun. Karlstorp ligger 3,5 km söder om Läggesta utmed länsväg 223 mellan sjöarna Marsjön och Mörtsjön. Rakt österut från Karlstorp ligger Marsjömosse. Mellan 1995 och 2020 samt från 2023 avgränsade SCB här en småort.